# La Mancha lovagja (musical)
A La Mancha lovagja (eredeti cím: Man of La mancha) musical, melynek bemutatója 1965. november 22-én volt a Washingtoni Square Színházban. 1968 márciusától a Martin Beck Színházba költözött a produkció. A sorozatot a 2328-ik előadás zárta. Az első európai bemutatót Madridban tartották, Budapesten a Budapesti Operettszínházban tartották az ősbemutatót Darvas Ivánnal a címszerepben. 1972-ben készült el a filmváltozat Arthur Hiller rendezésében.

## A mű keletkezése
Dale Wassermann a közismert Cervantes-i történetből tévéjátékot készült írni. Az ősbemutató rendezője, Albert Marre jelentős szerepet vállalt a szövegkönyv kialakításában. Hozzájuk csatlakozott Mich Leigh zeneszerző és a dalszövegíró Joe Darion. Leigh korábban reklámdalok írására kapott megbízást, Darion pedig egy bukott darab szerzőjeként "jeleskedhetett". 
Idézetek Miklós TiborMusical! című lexikonjából
| „ | A La Mancha lovagja | ” |
| – keretjátékot és azon belül egy régi fogást használt fe la „színház a színházban”-t, de ezt Wasserman különleges feszültstéggel töltötte meg azáltal, hogy itt a játékon belül eljátszott színielőadás sikerének tétje: a főszerepet játszó író és komédiás , Cervantes számára még a saját életénél is fontosabb. Hisz maga a mű: a kóbor lovag történetének kézirata veszhet el a játék kudarca esetén. Ráadásul mindez az inkvizíció börtönében zajlik, ahol veszedelmes bűnöző hada veszi körbe az írót és a szolgáját, élükön a Kormányzónak nevezett zord bandafőnökkel. … |                     |   |

| „ | A musicalt a világon mindenütt nagy sikerrel játszották… Része lett a műfaj legkitűnőbb alkotásait magába foglaló „örök repertoárnak”. | ” |
|   | |   |

## Magyarországi előadások
Madrid és London után harmadikként Budapesten mutatták be a művet. A fordító Blum Tamás volt. Alkotása időtállónak bizonyult, a további magyarországi bemutatókon is az ő neve szerepel – fordítóként – a színlapokon.
A Színházi adattárban regisztrált bemutatók száma: 42.
- Fővárosi Operettszínház - Főszereplők: Darvas Iván; Németh Sándor / Maros Gábor; Galambos Erzsi  (1971. május 7.) - Rendező: Seregi László
- Szentendrei Teátrum - Koltai János; Timár Béla Bencze Ilona (1975. július 5.) - Ádám Ottó / Szirtes Tamás
- Szegedi Nemzeti Színház - Nagy Zoltán; Király Levente; Vajda Márta (1976. március 26.) - Giricz Mátyás
- Pécsi Nemzeti Színház - Pákozdi János; Mester István; Vári Éva (1977. február 25.) - Szegvári Menyhért
- Debreceni Nagyerdei Színház - Andorai Péter; Mikó István; Máriáss Melinda (1977. július 30.) - Rencz Antal
- Miskolci Nemzeti Színház - Vitéz László; Harmath Albert; Komáromy Éva / Horváth Zsuzsa (1978. június 2.) - Szűcs János
- Kecskeméti Katona József Színház - Blaskó Péter; Blaskó Balázs; Andresz Kati (1979. május 18.) - Tömöry Péter
- Szolnoki Szigligeti Színház - Hollai Kálmán; Csák György / Takács Gyula; Kishonti Ildikó (1979. október 5.) - Kerényi Imre
- Miskolci Nemzeti Színház - Dézsy Szabó Gábor; Szűcs Sándor; Horváth Zsuzsa / Várkonyi Szilvia (1990. január 19.) - Roman Szokolov
- Szegedi Szabadtéri Játékok - Méhes László; Haumann Péter; Sáfár Mónika; Király Levente; Bezerédi Zoltán; Halász Aranka; Keresztes Ildikó; Bede-Fazekas Szabolcs; Gáspár András; Várnai Szilárd (1992. július 24.) - Iglódi István
- Weöres Sándor Színház - Szerémi Zoltán; Szabó Tibor András; Kelemen Zoltán; Szabó Róbert Endre; Németh Judit (2012. november 30.) - Silló Sándor
- Tatabányai Jászai Mari Színház - Jegercsik Csaba; Barát Attila; Fésűs Nelly (2013. december 12.) - Szűcs Gábor
- Miskolci Nemzeti Színház - Harsányi Attila; Lajos András; Varga Andrea (2017. március 25.) - Keszég László
- Budapesti Operettszínház - Németh Attila, Serbán Attila, Kerényi Miklós Máté, Peller Anna (2020. szeptember 11.￼)[5] rendező: Vincze Balázs

## Hang és kép
- Részletek a Magyar Színház előadásából
- Egyházi Géza